# لودر

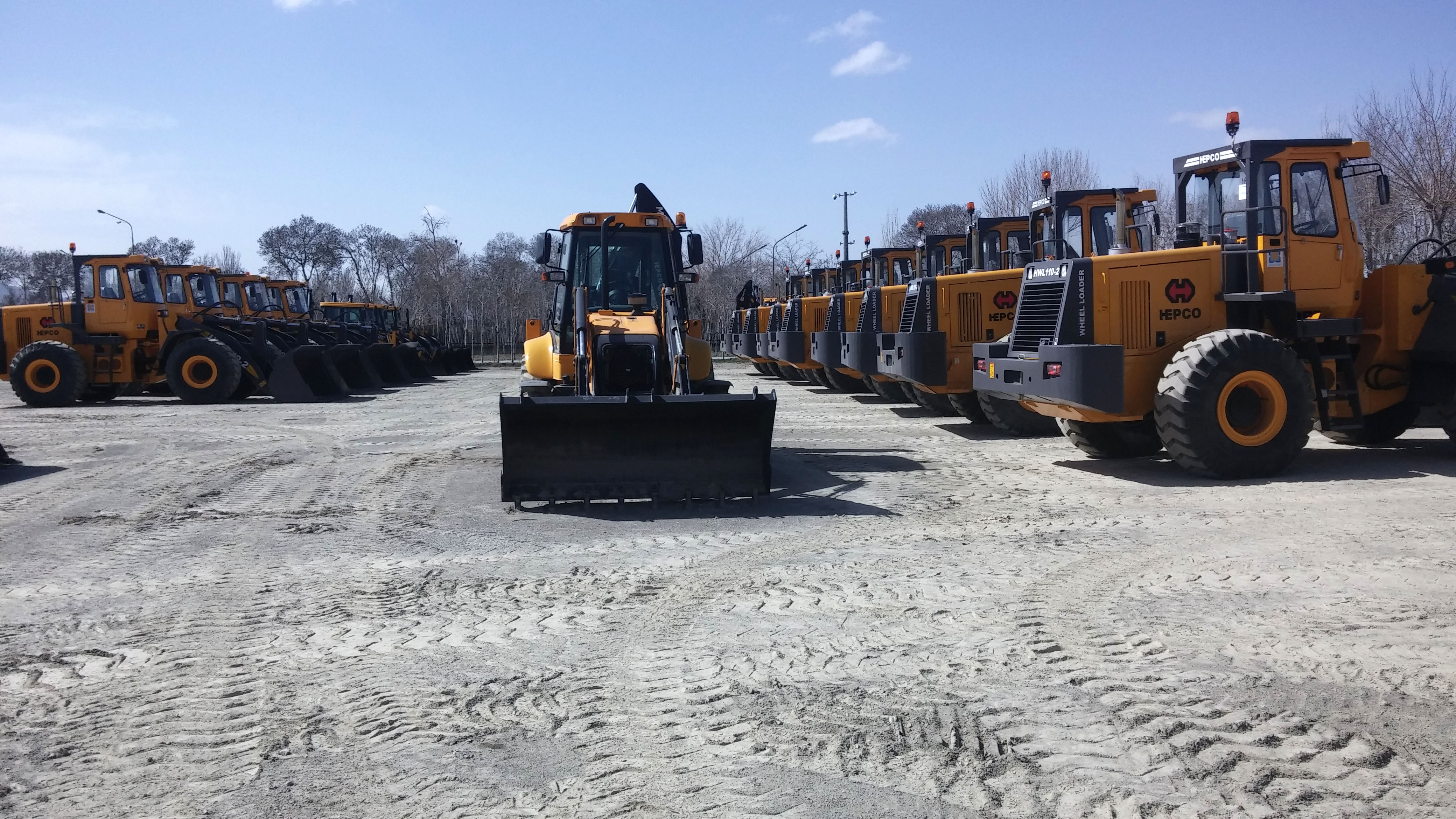
لودرها و بکهولودر تولید هپکو اراک

لودر (به انگلیسی: Loader) یکی از ماشین‌آلات راه‌سازی و ساختمان‌سازی است که به دو صورت چرخ لاستیکی و زنجیری می‌باشد.
شرکت‌های بسیاری از جمله کاترپیلار، کوماتسو، ولوو، هپکو، هیتاچی و کاوازاکی در ساخت لودر فعالیت دارند.
لودر یکی از کاربردی‌ترین ماشین‌آلات ساختمانی و عمرانی است. این ماشین که در اندازه‌های مختلف ساخته می‌شود به دلیل عملکرد و انعطاف‌پذیری زیادی که دارد و نیز با کمک تغییر جام می‌تواند بسیاری از کارها را انجام دهد. لودر موارد استفاده بسیاری دارد که برخی از آن‌ها عبارتند از: ایجاد خاکریزها، حفاری زیرزمین بناها، پرکردن خندقها، خاکریزی اطراف لوله‌های کارگذاشته شده در کانال‌ها، بارکردن کامیون‌ها، حمل بتن به محل قالب‌ها و بلند کردن و حمل مصالح ساختمانی. به ماشین لودر می‌توان انواع ملحقات نظیر برف‌روب، کانال‌کن، لوله‌بر، لوله‌گذار و جرثقیل و لیفتراک را نصب کرد و کاربردهای دیگری از آن گرفت.

## انواع لودر

### لودر چرخ لاستیکی
این لودرها در اقسام کوچک خیلی بزرگ ساخته می‌شود چرخهای بزرگ لاستیکی به این نوع لودرها قدرت تحرک و سرعت فراوانی می‌بخشد فشار وارده برزمین توسط این لاستیک‌ها کم بوده و می‌توان این فشار را با تغییر میزان باد لاستیک‌ها تغییر داد باین همه در زمین‌های دارای سنگ‌های تیز امکان آسیب این لاستیک‌ها وجود دارد درضمن در زمین‌های خیس و گل آلود نیز کار کردن با لودر چرخ لاستیکی مشکل است البته زنجیرهای سیمی مخصوص جهت حفاظت لاستیک‌ها وجود دارد که می‌توان برای ازدیاد اصطکاک لاستیک‌ها باسطح زمین آن‌ها رابه کاربرد نوعی از لاستیک‌های جدید ساخته شده‌اند که دارای عاج‌های خیلی ضخیمی هستند و می‌توانند درمناطق سنگی کار کنند این لودرها بر دو نوع معمولی و کمرشکن هستند.
نوع کمرشکن که بیشتر در لودرهای بزرگ بکاربرده می‌شوند و دارای نوعی شاسی هستند که قسمت عقب لودر را به قسمت جلو توسط یک مفصل متصل می‌کنند این حالت مفصلی قدرت مانور و شعاع گردش ماشین را نسبت به شاسی‌های ثابت (غیر مفصلی) زیاد می‌کند درانواع مدرن این ماشین آلات از سیستم‌های فرمان و کنترل هیدرولیکی و الکتریکی جهت راحتی و عملکرد بهتر راننده استفاده شده‌است سیستم فرمان این ماشین‌ها به دونوع است در لودرهای معمولی سیستم فرمان به وسیلهٔ فرمان و حرکت چرخ‌ها عمل می‌کند اما در نوع کمرشکن سیستم فرمان به وسیله دو جک هیدرولیکی عمل می‌نماید.

### لودرهای چرخ زنجیری

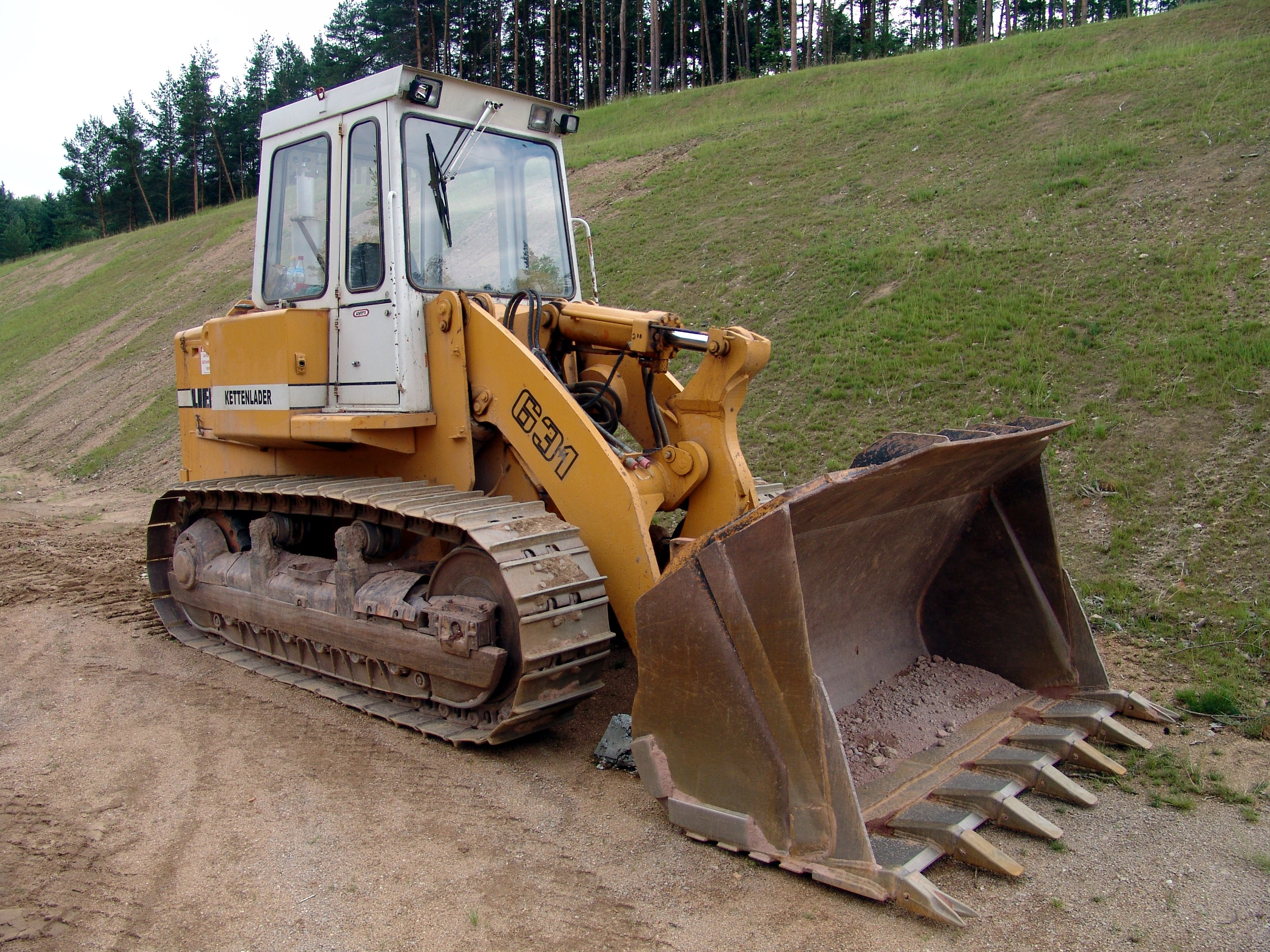
گونه‌ای از لودر زنجیری

لودرهای چرخ زنجیری مانند لودرهای چرخ لاستیکی عمل می‌کنند با این تفاوت که فشار کمی که بر زمین وارد می‌کنند باعث می‌شود که لودرهای با چرخ زنجیردار بتوانند در زمین‌هایی کار کنند که قابل استفاده برای لودرهای لاستیک در نیستند اصطکاک زیاد آن‌ها با زمین باعث می‌شود که بتوانند نهایت استفاده را از قدرت موتور درکندن زمین بنمایند و چون زنجیر دارند هنگام کار در مناطق دارای سنگ‌های تیز خطر پاره شدن لاستیک وجود ندارد لودرهای زنجیردار قادر به حرکت بر روی سطحهای باشیب جانبی ۳۵٪می‌باشند در صورتی که این رقم برای لودر چرخ لاستیکی ۱۵٪ است همچنین لودر زنجیردار می‌تواند از شیب ۶۰٪ بالا برود درحالی‌که این رقم برای لودر لاستیک دار به حدود ۳۰٪ محدود می‌شود سرعت لودر زنجیردار خیلی کمتر از لودر لاستیک داربوده به همین علت در مواردی که فاصله حمل مواد و بازگشت به محل بارگیری زیاد باشد راندمان این ماشین نسبت به نوع لاستیک دار پایین است.

### بکهو لودر
این ماشین آلات در واقع لودرهای کوچکی هستند که در پشت خود یک بیل مکانیکی دارند و برای کارهای سبک استفاده می‌شوند کلیه مشخصات عمومی آن‌ها مانند لودرها و بیل‌های مکانیکی است به دلیل دوکاره بودن این ماشین در بسیاری از پروژه‌های کوچک از این وسیله استفاده می‌شود به‌خصوص اگر پروژه مربوط به کندن خندق باشد.
همانطورکه گفته شد در بخش پشتی این ماشین یک بیل مکانیکی وجود دارد قدرت این بیل نیز بر اساس زاویه آن با زمین و شعاع عملکرد بازوها فرق می‌کند شرکت‌های سازنده بر اساس نوع ماشین آلات نمودارهایی مبنی بر قدرت بیل در حالات مختلف ارائه می‌دهند.

### تولیدکنندگان عمده
- باب‌کت (Bobcat)
- کیس (Case)
- کاترپیلار (Caterpillar)
- دوسان (Doosan)
- هپکو (HEPCO)
- هیتاچی کنکی (Hitachi)
- صنایع سنگین هیوندای (Hyundai)
- جی‌سی‌بی (JCB)
- جان دیر (John Deere)
- صنایع سنگین کاوازاکی (Kawasaki)
- کوماتسو (Komatsu)
- کریمر (Kramer)
- کوباتو (Kubato)
- ولوو کانستراکشن اکوئیپمنت (Volvo)
- نیوهلند (New Holand)
- اکس‌سی‌ام‌جی (XCMG)

## دیگر مشخصات لودر
ظرفیت جام یا باکت لودر به طریقی غیر از جام جرثقیل و دراگلاین تعیین می‌ شود . ظرفیت اسمی جام در مورد لودر عملاً مساوی با حجم مواد حفاری کود شده (heaped volume) در جام لودر در نظر گرفتن استاندارد های مؤسسه Engineers (SAE) Society of Automotive است.
بار مجاز لودر در حین عملیات های بار مجاز لودر با چرخ لاستیکی در حین عملیات باید هیچگاه از ۵۰٪ بار استاتیک واژگونی در حالتی که در حال گردش کامل است تجاوز کند . این مقدار برای لودر با چرخ زنجیری ۳۵٪ بار استاتیک واژگونی می‌ باشد . البته بار واژگونی را می‌ت وان با استفاده از سربار یا افزودن ملحقات به انتهای ماشین بالا برد و لذا مشاهده می‌ شود که وزن ماشین هم علاوه بر قدرت بالا بردن بار در تعیین حجم جام مؤثر است . 

## نگارخانه

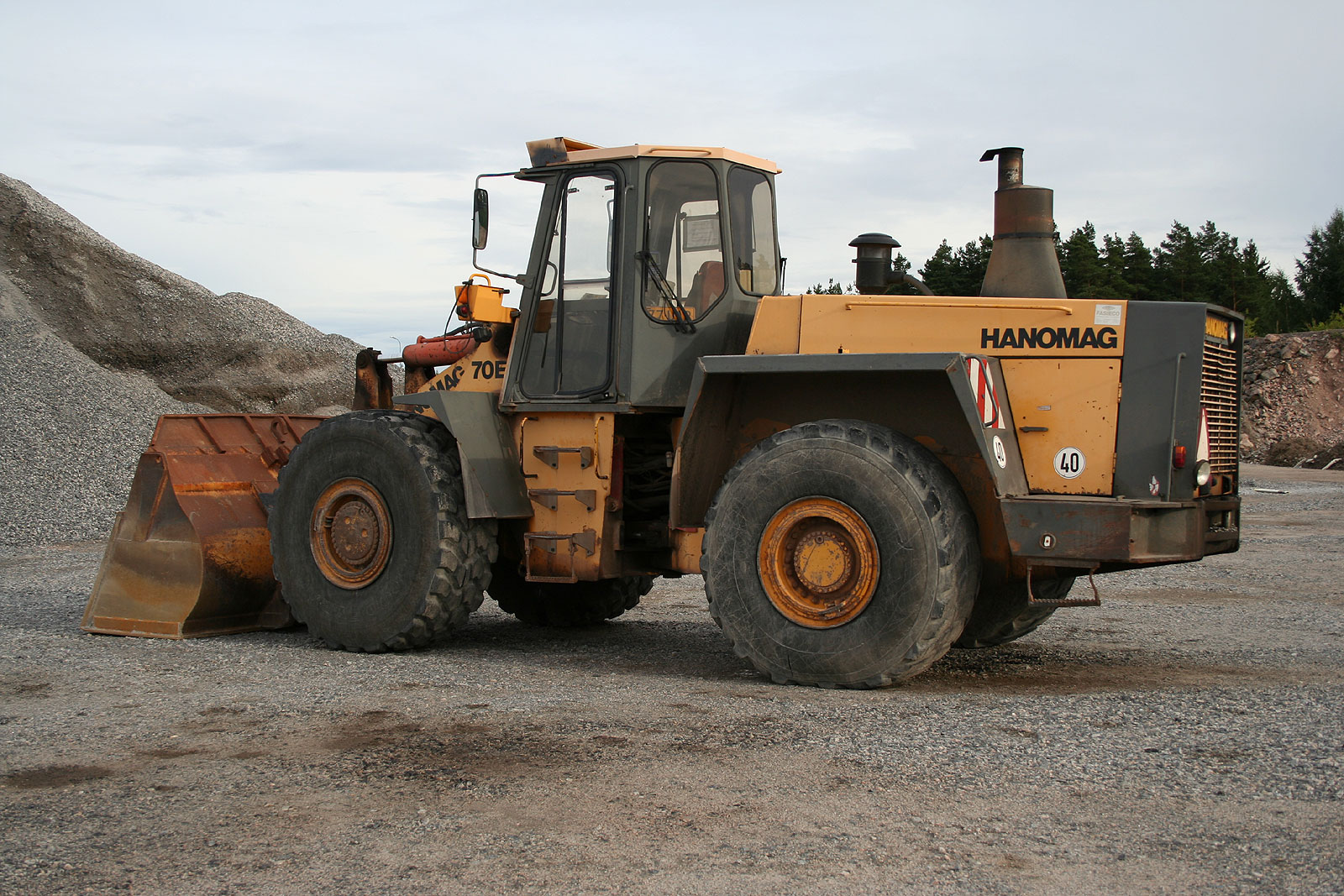
هانوماگ
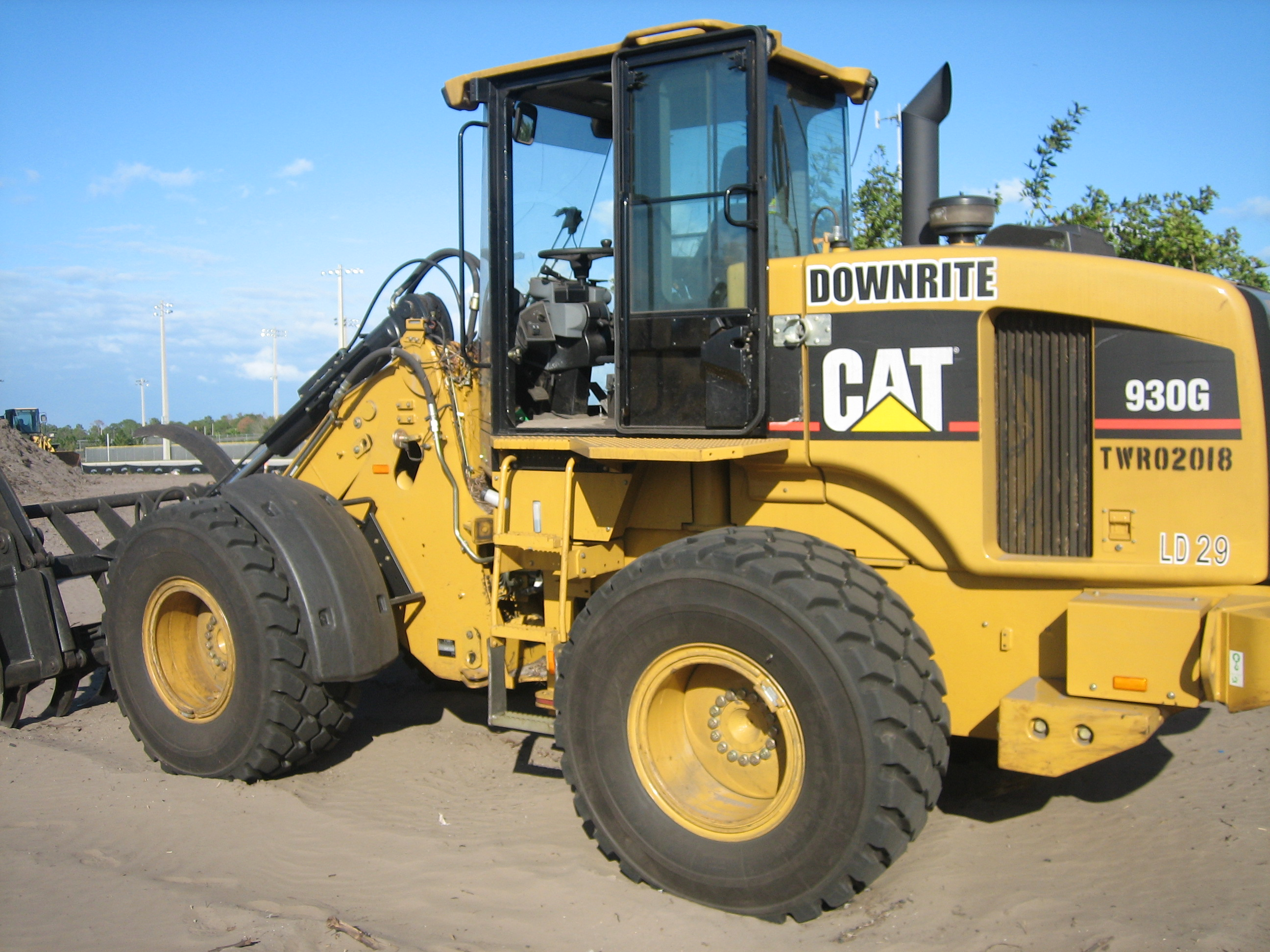
لودر کاترپیلار
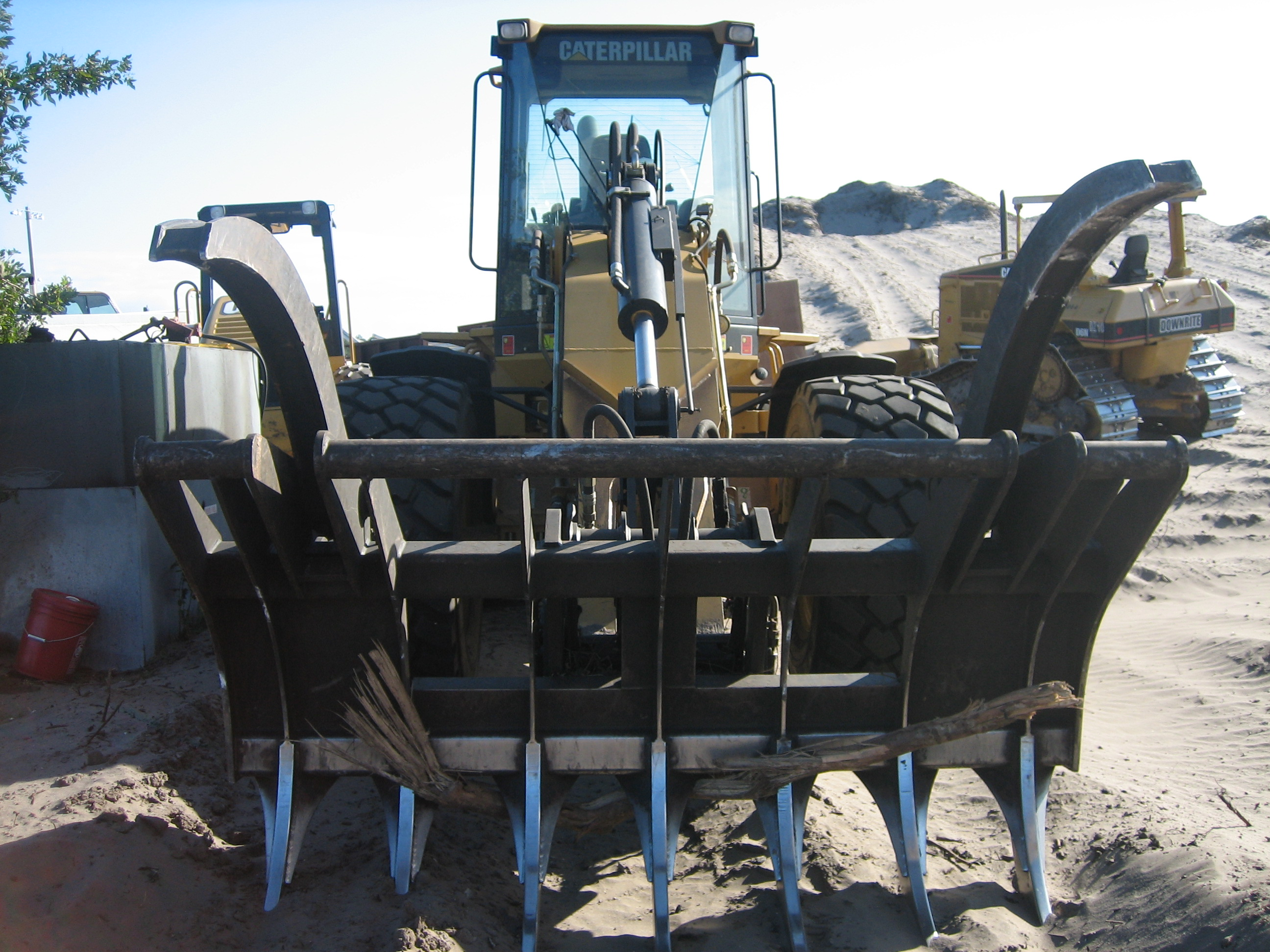
کاترپیلار